# Palazzo delle Giubbe Rosse
Palazzo delle Giubbe Rosse è un edificio civile del centro storico di Firenze, situato in piazza della Repubblica 2-3-4, con affaccio su via Calimala, via Pellicceria e, posteriormente via San Miniato tra le Torri, dove ingloba i resti del palazzo dei Catellini da Castiglione.

## Storia e descrizione
Il palazzo fu eretto negli anni del "risanamento" dell'antica area del Mercato Vecchio (1885-1895) su progetto dell'architetto Torquato Del Lungo, a configurare il lato sud della nuova piazza. È un grande edificio di sobria architettura che determina interamente questo lato, con tre corpi organizzati su altrettanti ingressi e scale. La tinteggiatura differenziata fraziona il fronte in porzioni che alleggeriscono l'impatto monumentale dell'edificio, diversamente ad esempio da quanto avviene nell'antistante palazzo Levi. Il corpo centrale è classicheggiante, con due ali per complessivi undici assi organizzati su quattro piani più un mezzanino e un corpo in soprelevazione, decisamente speculare rispetto all'altro palazzo posto al numero 6, che tuttavia si distingue per maggior ricchezza e ampiezza degli spazi interni.
Nel palazzo vi ha tra l'altro sede il caffè storico delle Giubbe Rosse, quale esercizio storico più rappresentativo, tanto che ha finito per dare il nome allo stabile. Nel breve ingresso del portone segnato con il numero 2 è uno scudo con un'arme non identificata (d'azzurro, al destrocherio armato al naturale, impugnante una spada bassa d'oro, il tutto accompagnato in capo da una stella d'oro).
A fianco è il caffè pasticceria Donnini, anche questo esercizio storico fiorentino, fondato nel 1894 e all'origine vivace cenacolo letterario: per la saletta interna, nel 1953, Giovanni Michelucci disegnò la sedia con schienale "scapolare" e altri arredi, andati distrutti durante l'alluvione del 1966. La porzione dell'edificio che guarda a via San Miniato fra le Torri ingloba l'antico edifici del palazzo dei Catellini da Castiglione, testimonianza delle fabbriche che un tempo segnavano questa zona della città.